# Embryo
«Embryo» (с англ. — «Эмбрион») — песня британской рок-группы Pink Floyd, написанная в 1968 году Роджером Уотерсом. Исполнялась на концертах группы в 1970—1971 годах. В студийные альбомы Pink Floyd «Embryo» не включалась.
Впервые запись этой песни была издана в 1970 году на сборнике разных исполнителей Picnic — A Breath of Fresh Air, позднее в 1983 году «Embryo» была записана на сборнике Works, изданном в США компанией Capitol Records. В 2007 году «Embryo» вошла в сборник звукозаписывающей фирмы Harvest Records A Breath of Fresh Air — A Harvest Records Anthology 1969—1974.

## О песне
Песня «Embryo» записывалась музыкантами Pink Floyd в ноябре 1968 года во время работы над студийной частью альбома Ummagumma. Это была первая песня, предназначавшаяся для нового альбома. Поскольку «Embryo» не укладывалась в формат Ummagumma, в котором по половине стороны винилового диска отводилось персонально для каждого из музыкантов группы, эта песня не вошла в данный альбом и так и осталась незаконченной. Включение «Embryo» фирмой Harvest Records в сборник Picnic — A Breath of Fresh Air не было согласовано с Pink Floyd. Несмотря на то, что музыканты настаивали на исключении песни из этого сборника, их требование в итоге было проигнорировано. В дальнейшем члены группы Pink Floyd так и не издали «Embryo» ни на одном из синглов, студийных альбомов или выпущенных в Великобритании сборников. В 1983 году фирма Capitol Records, контракт с которой Pink Floyd прекратила в 1974 году, издала ранние композиции группы (записанные до 1973 года) на сборнике Works, куда вошла и «Embryo».

## Исполнение на концертах
В декабре 1968 года «Embryo» была исполнена Pink Floyd для трансляции на радио Би-Би-Си. В дальнейшем вплоть до конца 1971 года эта песня часто включалась в число концертных номеров группы.
По утверждению Энди Маббетта, редактора журнала The Amazing Pudding и автора ряда книг о Pink Floyd, во время исполнения удлинённой версии «Embryo» песню дополнял речитатив, имитирующий древнюю шотландскую речь, из экспериментальной композиции «Several Species of Small Furry Animals Gathered Together in a Cave and Grooving with a Pict», кроме того, на некоторых выступлениях в «Embryo» включали музыкальный фрагмент, который позднее был использован в средней части композиции «Echoes».
Первое известное концертное исполнение «Embryo» состоялось на выступлении Pink Floyd в зале Fairfield Halls в Кройдоне 18 января 1970 года. Последнее исполнение состоялось 20 ноября 1971 года на одном из концертов североамериканского тура. В течение двух лет «Embryo» играли на многих концертных площадках, включая такие, как фестиваль Musique Evolution во французском Ле-Бурже (30 марта 1970 года), во время североамериканского турне в апреле—мае 1970 года (в том числе в Нью-Йорке в Fillmore East 9 апреля и в Сан-Франциско в Fillmore West 29 апреля), на музыкальном фестивале в Сан-Тропе 8 августа (фрагмент концерта с исполнением «Embryo» был показан по французскому телеканалу ORTF2), во время европейского турне в ноябре 1970 года (в том числе и на музыкальном фестивале Super Pop 70 в Казино Монтрё в Швейцарии 21 ноября), на трёхчасовом концерте в рамках представления Garden Party («Вечеринка в саду») в районе Chrystal Palace в Южном Лондоне 15 мая 1971 года, во время европейского турне в июне—июле 1971 года (в том числе в Palazzo Dello Sport в Риме), на радио Би-Би-Си 30 сентября 1971 года, во время североамериканского турне в октябре—ноябре 1971 года и т. д.

## Участники записи
- Дэвид Гилмор — акустическая гитара, электрогитара, вокал;
- Роджер Уотерс — бас-гитара, звуковые эффекты;
- Ричард Райт — клавишные (орган Farfisa, фортепиано), меллотрон, бэк-вокал;
- Ник Мейсон — ударные.